# Pertusaria
Pertusaria — рід лишайників родини Pertusariaceae. Назва вперше опублікована 1805 року.

## Опис
Рід пертузарія (Pertusaria) об'єднує 250 видів, що розвиваються на різних субстратах, найчастіше на корі дерев, а також на деревині, скелях, грунті, мохах тощо. Слоевища накипні, прикріплюється до субстрату за допомогою гіф серцевинного шару або подслоевища, зазвичай біле або сіре, часто з ізідіями, які, обламуючись, утворюють скупчення соредій - соралі. Апотеції розвиваються одинарні чи групами на плодових бородавочках або занурені в слань. Диск апотеции часто виглядає як крапка. Парафізи розгалужені, переплетені. Сумки великі, з 1-8 одноклітинними великими спорами. Фікобіонт - плеврококкус.
Пертузаріі поширені в Арктиці і помірних зонах північної півкулі, особливо багато їх в Середній Європі і в тундрі. Один з найбільш звичайних видів - пертузарія гірка (Pertusaria amara). Це світло-або темно-сірий лишайник з білими соралями, зростаючий повсюдно на корі дерев в листяних і змішаних лісах. Його легко розпізнати на смак - він надзвичайно гіркий, завдяки вмісту пікроліхенінової кислоти. У тундрі і лісотундрах, а також у високогір'ях зростає на мохах і грунті пертузарія пальчаста (Pertusaria dactylina). У неї дуже тонка біла слань, з якого виростають численні циліндричні ізидії висотою 1-4 мм. На листяних породах дуже часто зустрічається пертузарія кульконосна (Pertusaria globulifera), що утворює на корі дерев великі (діаметром до 25 см) зеленувато-сірі плями, облямовані темними і світлими концентричними зонами.

## Гелерея

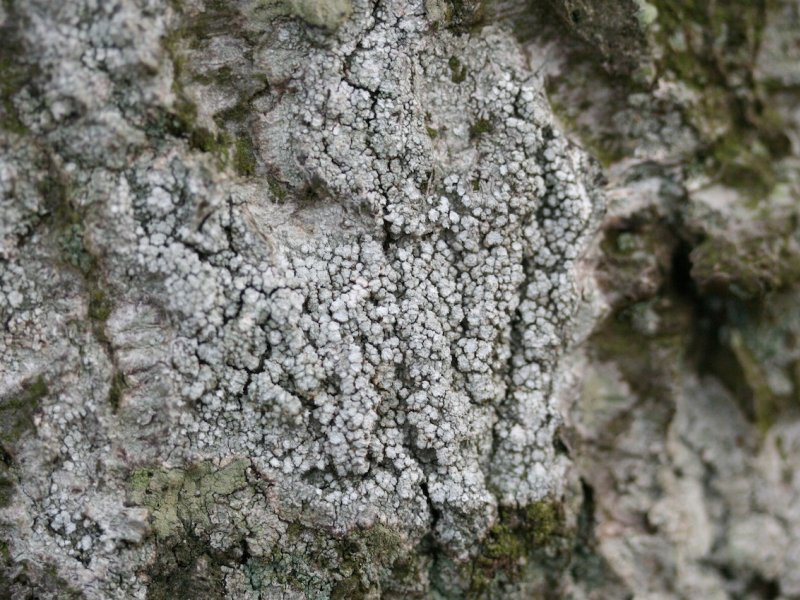
Pertusaria amara
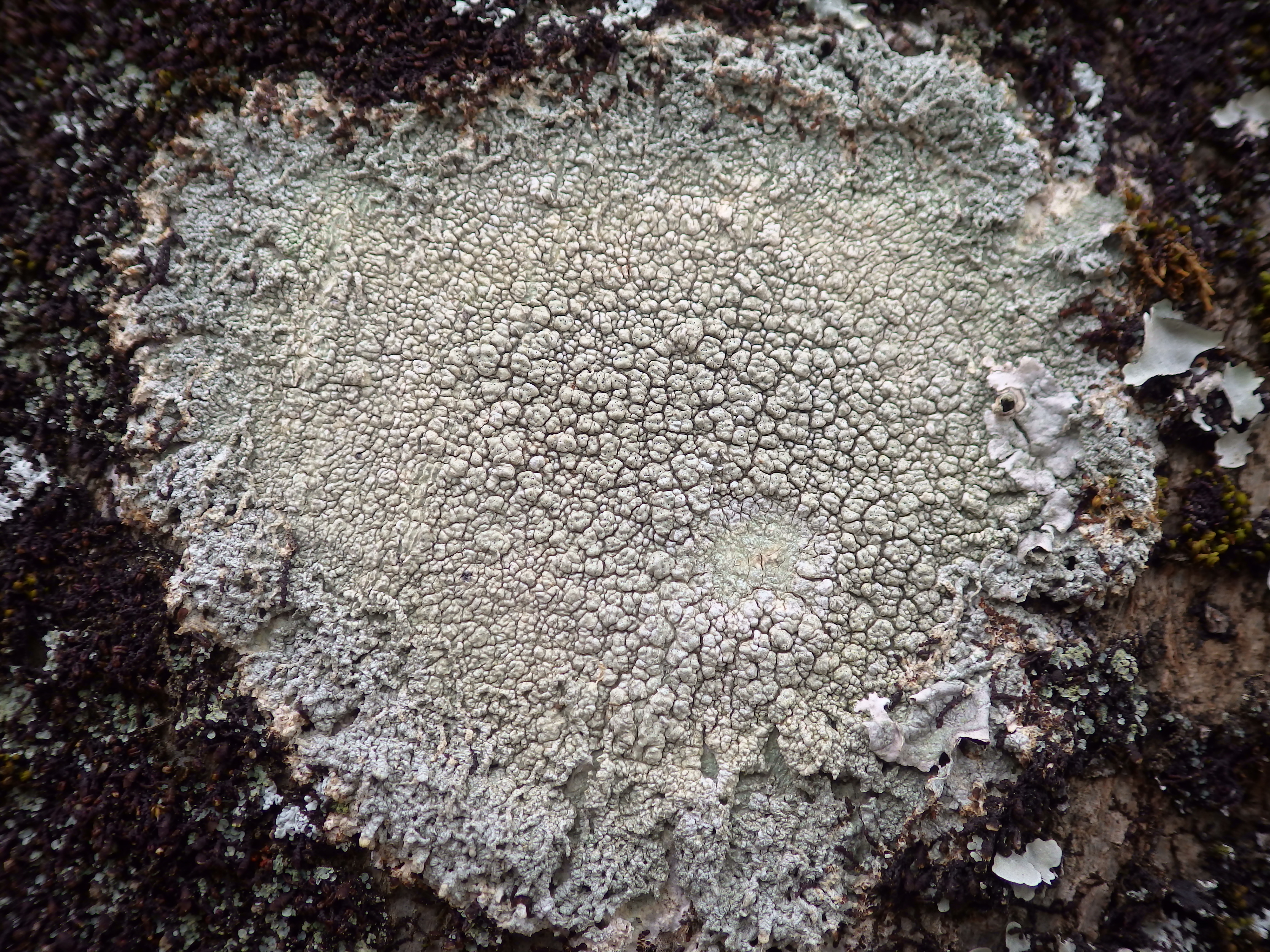
Pertusaria pertusa
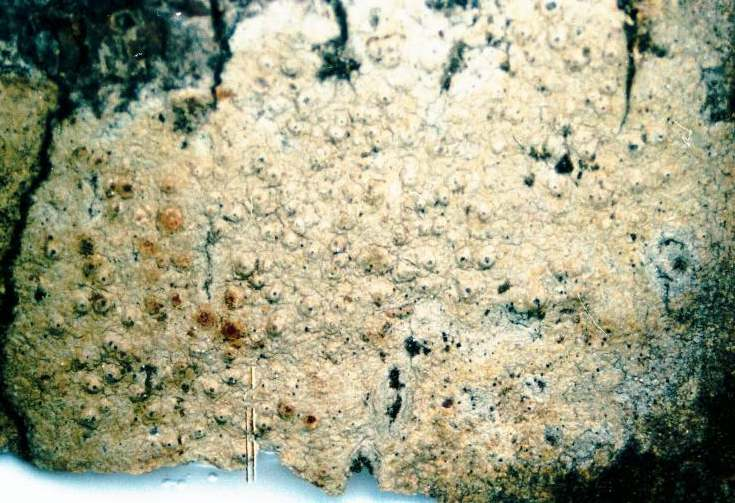
Pertusaria xanthodes